# Tamiko Butler
Tamiko Butler (sinh ngày 4 tháng 1 năm 1991) là một tay đua xe đạp đến từ Antigua và Barbuda. Cô trở thành nhà vô địch đường bộ quốc gia Antigua và Barbuda vào năm 2009, 2010, 2012 và 2014. Cô đại diện cho quốc gia của mình tại Đại hội Thể thao Pan American 2011 trong cuộc đua đường trường và thử nghiệm thời gian và tại Đại hội Thể thao Khối thịnh vượng chung 2014 trong cuộc đua đường trường, theo đuổi cá nhân, đua điểm và đua cào. Cô cũng đã tham dự Đại hội Thể thao Pan American 2015. Cô được mệnh danh là nhà thể thao của Antigua và Barbuda trong năm 2011.

## Kết quả chính
2009
National Championships
1st  Time Trial
1st  Road Race
2010
1st  National Time Trial Championships
2011
National Championships
1st  Time Trial
1st  Road Race
1st Caribbean Championships Time Trial Championships
2012
National Championships
1st  Time Trial
1st  Road Race
Caribbean Championships
1st Road Race
3rd Time Trial
2013
1st  National Road Race Championships
Caribbean Championships
1st Road Race
2nd Time Trial
2014
1st  National Time Trial Championships
2015
1st  National Road Race Championships
2016
National Championships
1st  Time Trial
1st  Road Race